# Корнилій Переволока
Корнилій Переволока (XVIII ст.) — майстер-муляр, що його було вивезено до Тобольська з України для будування кам'яних церков у 20-ті роки XVIII століття за наказом митрополита Сибірського й Тобольського Антонія Стаховського. Збудував Богоявленську церкву в нижньому посаді м. Тобольська (зруйнована в тридцяті роки XX ст.).